# Viva voce (programma radiofonico)
Viva voce è stato un programma radiofonico italiano, in onda sulle frequenze di Radio 24.
Era un talk show mattutino al quale partecipavano ogni giorno ospiti di rilievo per commentare e dibattere del tema politico del giorno.
Nacque insieme alla stessa Radio 24, con la conduzione di Giancarlo Santalmassi.
Il 22 marzo 2002, in questa trasmissione, l'ex presidente della Repubblica Francesco Cossiga mosse delle fortissime critiche ad Antonio D'Amato, allora presidente della Confindustria (e dunque "editore" di Radio 24). Santalmassi venne accusato di non aver saputo gestire la trasmissione, e nel 2003 venne allontanato. La trasmissione fu chiusa.
Nel 2005 Santalmassi rientrò in Radio 24 come direttore responsabile. La trasmissione riprese sotto la sua conduzione, ed ebbe nuova fortuna, grazie anche alla rubrica "I furbetti del quartierino". Passò poco dopo a Giuseppe Cruciani ed in seguito ad Alessandro Milan.